# Cuisine angolaise
La cuisine angolaise est un mélange de traditions culinaires, pratiques, aliments et  plats associés avec l'Angola. Cette cuisine est influencée par la longue colonisation du pays par le Portugal comprenant également de nombreux aliments importés de ce pays.

## Histoire
La cuisine angolaise, dans sa forme moderne, est une combinaison d'ingrédients et de techniques culinaires indigènes africains, ainsi que d'influences et d'ingrédients portugais importés d'autres colonies portugaises, comme le Brésil.

## Ingrédients
Les ingrédients de base comprennent les haricots et le riz, le porc et le poulet, diverses sauces et des légumes comme les tomates et les oignons. On y retrouve également fréquemment des épices comme l'ail. 
La cuisine portugaise est influencée par de nombreuses influences, comme l'utilisation de l'huile d'olive. Le piripiri est une sauce piquante locale

## Aliments et plats typiques
Le funge, une sorte de porridge à base de manioc, est un plat incontournable. Ce sont des plats très courants, souvent consommés à chaque repas dans les foyers les plus pauvres. Ce plat est souvent accompagné de poisson, de porc, de poulet ou de haricots. Le funge de bombo , plus courant dans le nord de l'Angola, est une pâte ou une bouillie de manioc (également appelé manioc ou yuca), préparée à partir de farine de manioc. Sa consistance est gélatineuse et sa couleur grise. Le pirão, de couleur jaune et similaire à la polenta, est fabriqué à partir de fécule de maïs et est plus courant dans le sud. Le fuba désigne la farine utilisée pour la fabrication du funge et du pirão, également utilisée pour l'angu, la polenta brésilienne. Ces deux plats sont décrits comme fades mais nourrissants et sont souvent consommés avec des sauces et des jus ou avec du gindungo (voir ci-dessous), un condiment épicé.

Moamba de galinha (ou poulet moamba) est du poulet avec de la pâte de palme, du gombo, de l'ail et de l'huile de palme hachée ou une sauce à l'huile de palme rouge, souvent servi avec du riz et des champignons. Le champignon et le moamba de galinha ont tous deux été considérés comme le plat national. Une variante de plat de moamba de galinha, moamba de ginguba, utilise du ginguba (sauce aux arachides) au lieu de la pâte de palme.

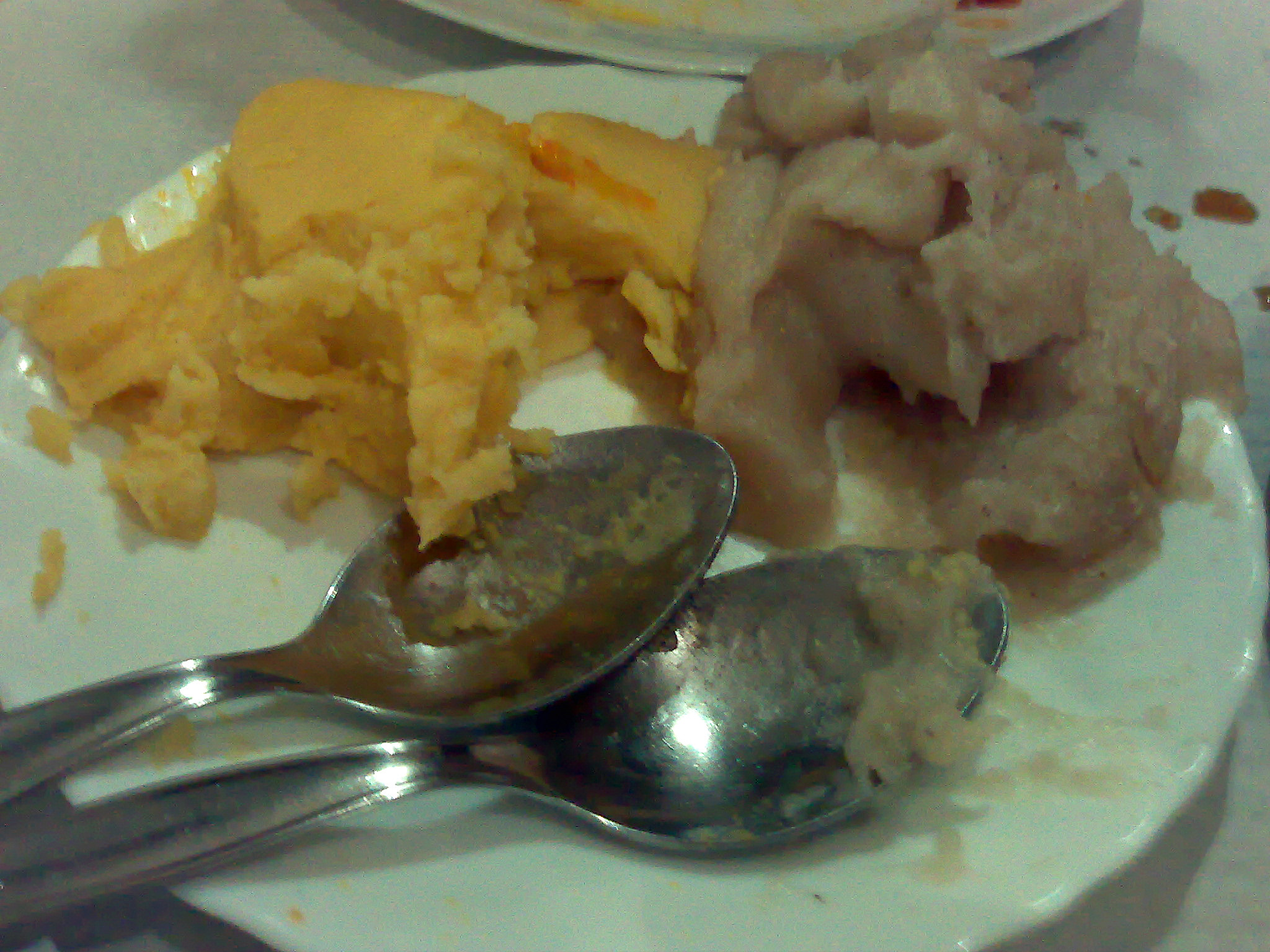
Funge
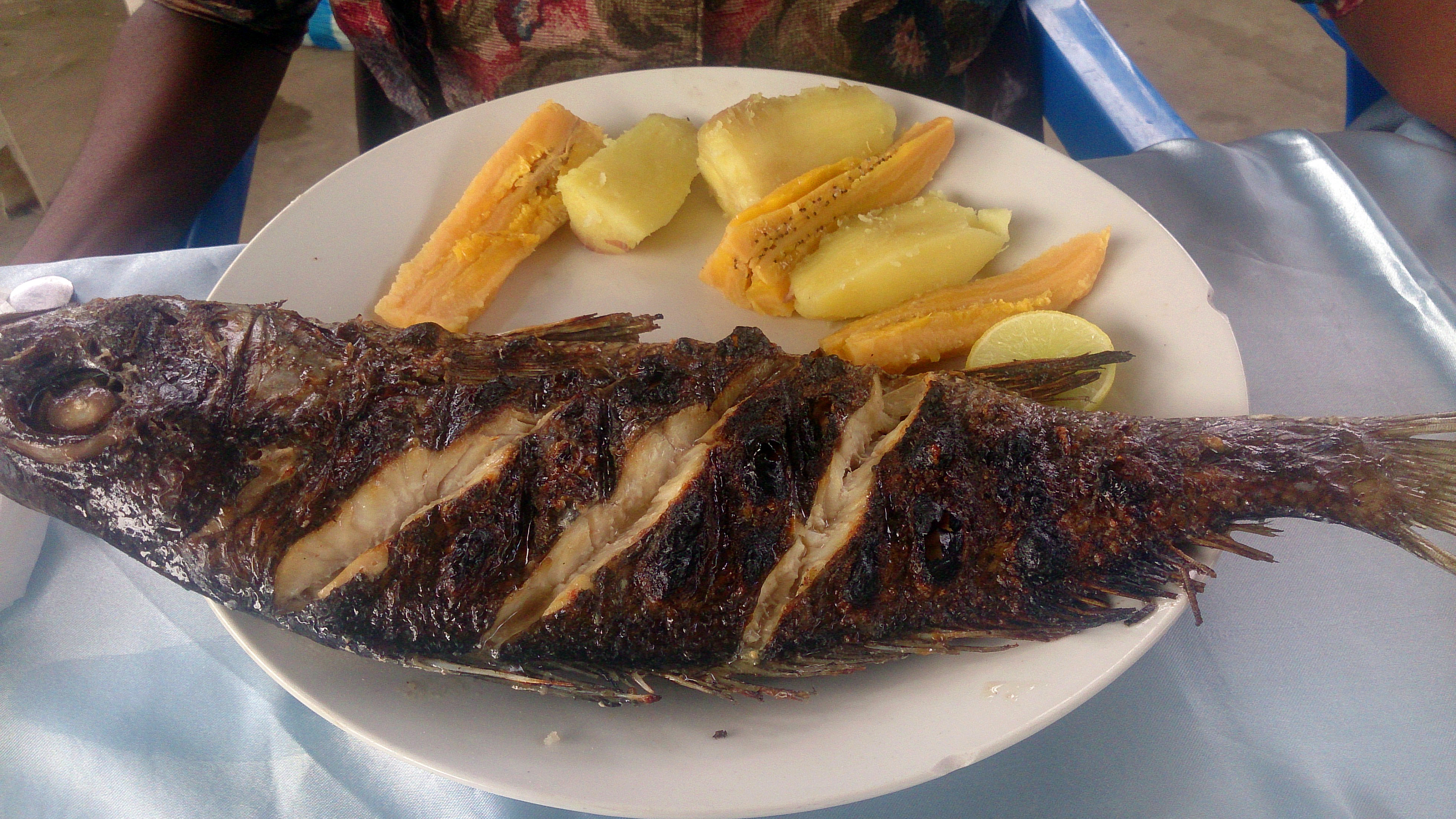
Poisson grillé (calafate) accompagné de patates douces et de bananes, bouillies
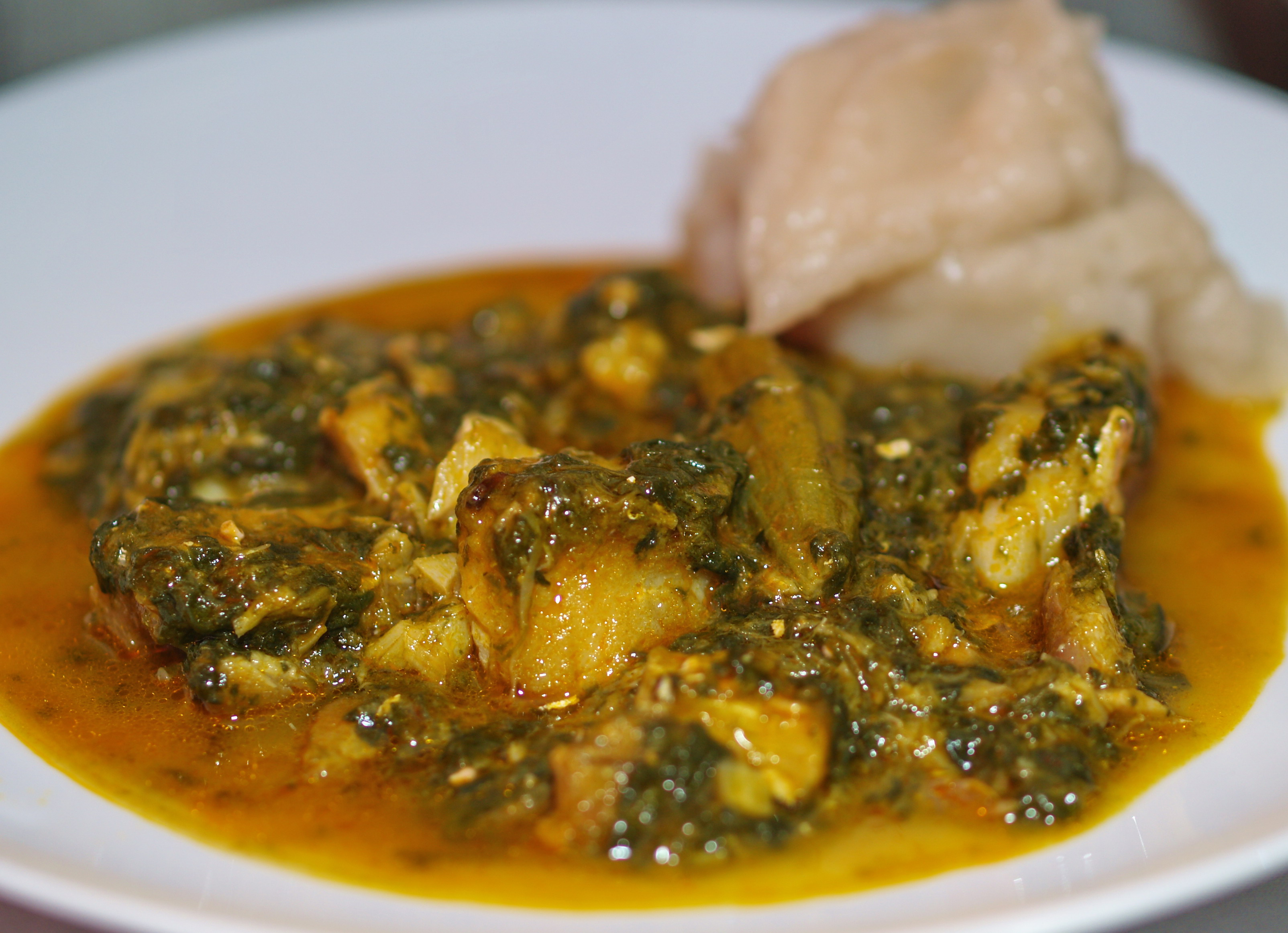
Calulu de poisson
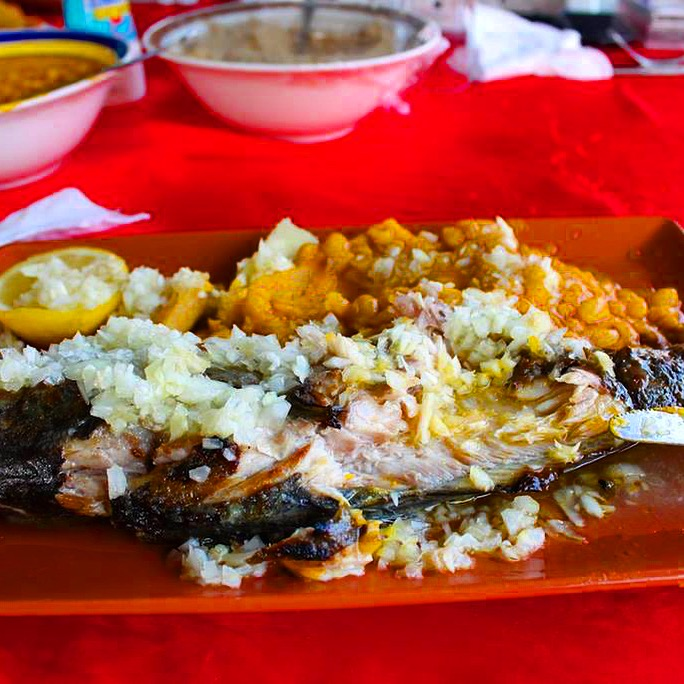
Mufete

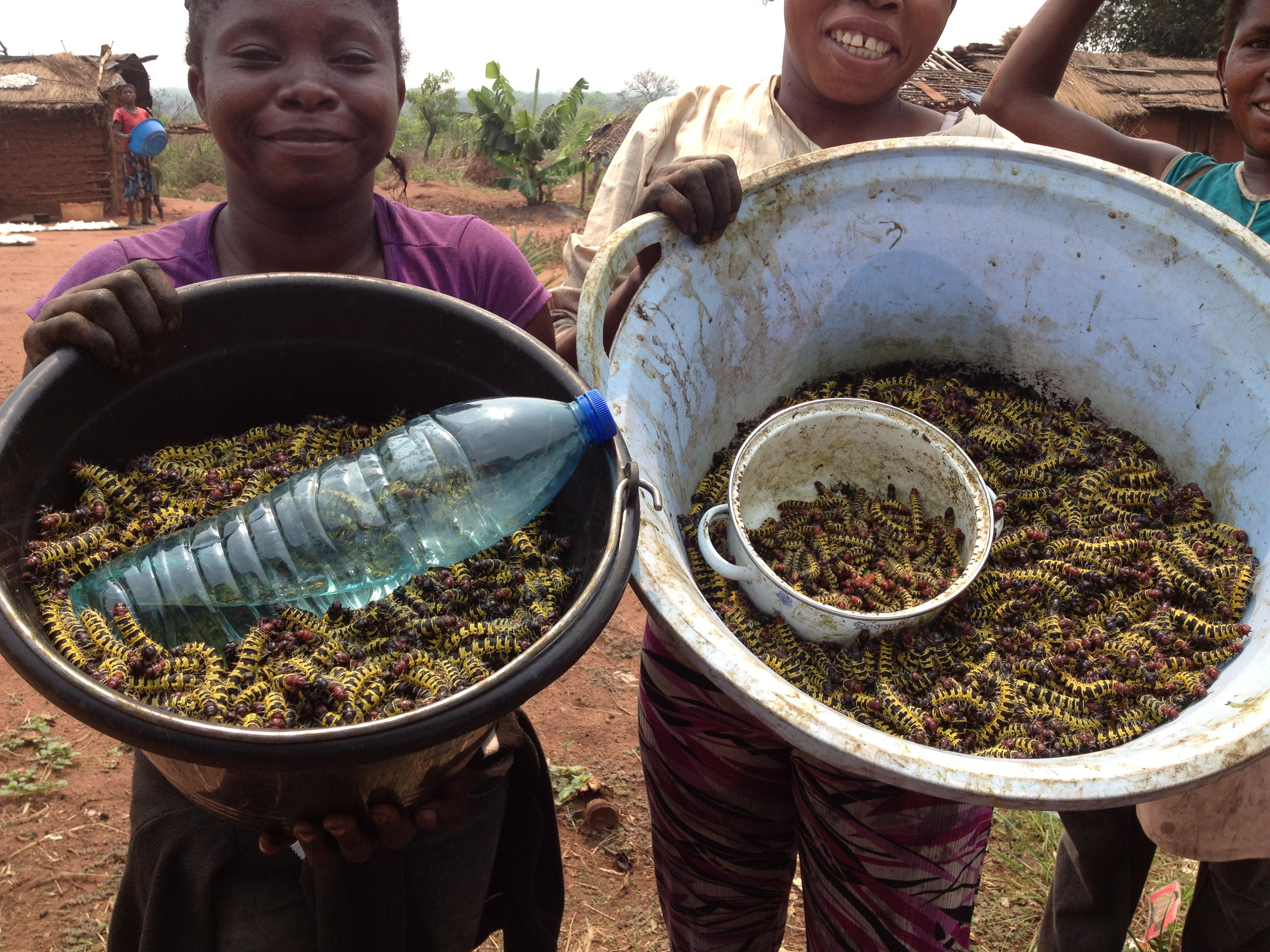
Enfants vendant des macossos (chenilles sèches)

Plusieurs espèces d'insectes sont consommées en Angola, notamment un termite (Macrotermes subhyalinus), une larve de coléoptère Curculionidae (Rhynchophorus phoenicis) et une chenille (Usta terpsichore).

## Boissons
Plusieurs boissons, alcoolisées ou non, sont typiques de l'Angola.
On y fabrique également divers spiritueux artisanaux, notamment la capatica (à base de bananes, spécialité de Cuanza Norte), le caporoto (à base de maïs, spécialité de Malanje); le cazi ou caxipembe (à base de pommes de terre et de peaux de manioc) ; le kimbombo (à base de maïs), le maluva ou ocisangua (à base de jus de palmier, parfois appelé « vin de palme »,  
Des boissons non alcoolisées populaires, comme le Kissangua, une spécialité du sud de l'Angola, une boisson traditionnelle sans alcool à base de fécule de maïs, ont été utilisées dans les rituels de guérison autochtones,. Les boissons gazeuses comme Coca-Cola, Pepsi, Mirinda, Sprite et Fanta sont également populaires. Si certaines boissons gazeuses sont importées d'Afrique du Sud, de Namibie, du Brésil et du Portugal, l'industrie angolaise des boissons gazeuses s'est développée, avec l'ouverture d'usines Coca-Cola à Bom Jesus, Bengo et Lubango depuis 2000.
Le Mongozo est une bière artisanale traditionnelle à base de noix de palme, une spécialité des Lundas (Lunda Norte et Lunda Sul). Le Mongozo était brassé par le peuple Chokwe avant l'arrivée des Européens, et est aujourd'hui produit commercialement pour l'exportation, notamment vers la Belgique, où il est produit par Van Steenberge.

Diverses bières commerciales sont brassées en Angola, la plus ancienne étant la Cuca, brassée à Luanda. D'autres incluent Eka (brassée à Dondo dans le Cuanza Norte), N'gola (brassée à Lubango) et Nocal (brassée à Luanda).

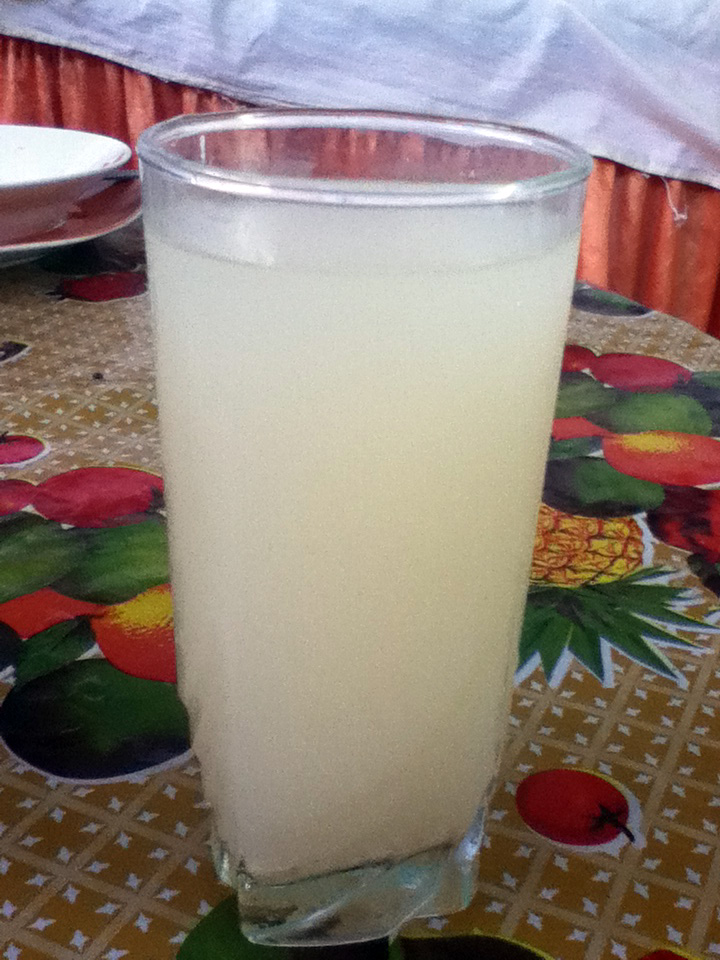
Kissangua
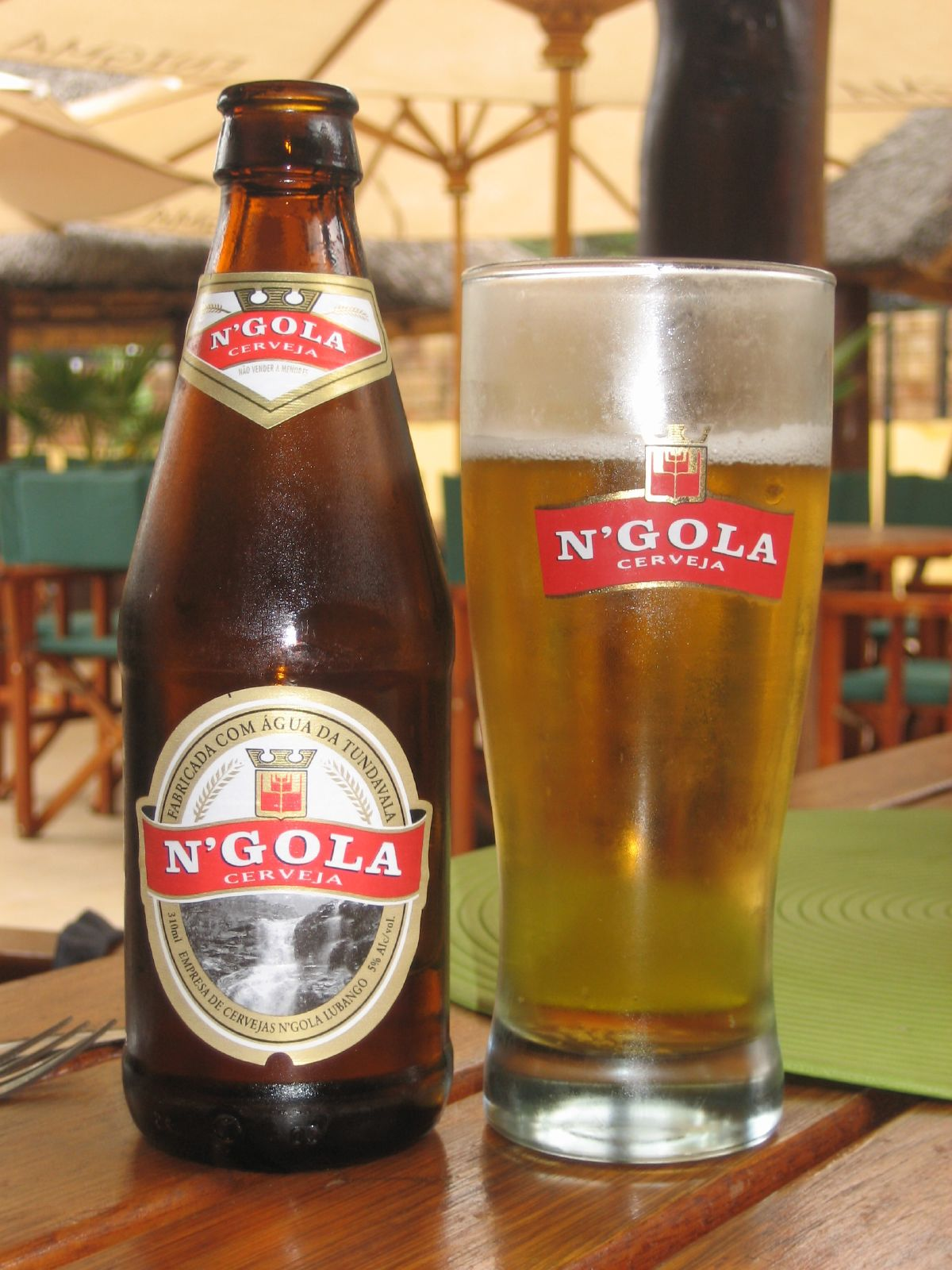
Bière N'Gola
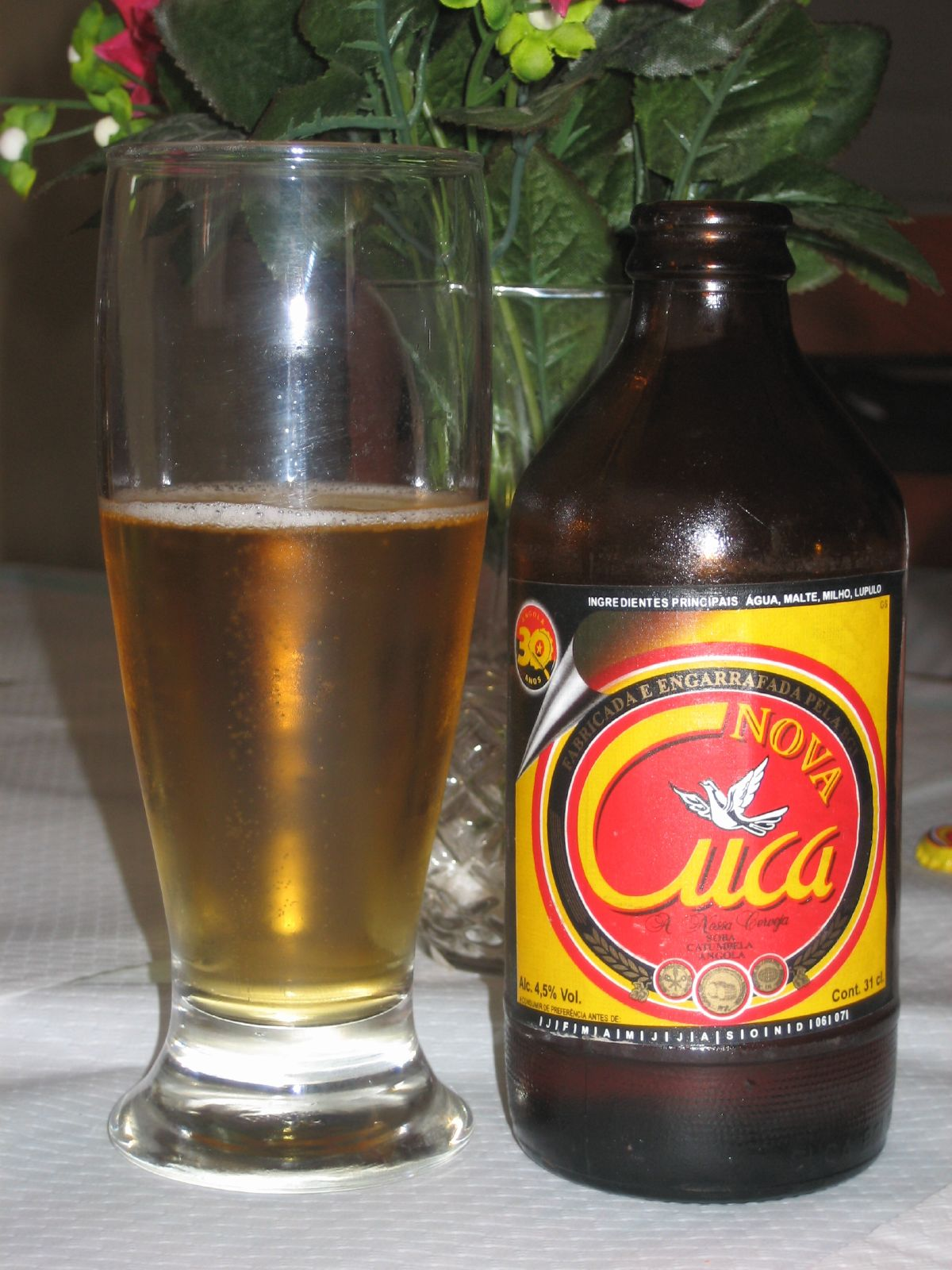
Bière Cuca

## Source
- (en) Cet article est partiellement ou en totalité issu de l’article de Wikipédia en anglais intitulé « Angolan cuisine » (voir la liste des auteurs).